# Іванов Віктор Євгенович
Іванов Віктор Євгенович (22 (09).11.1908, с. Стара Майна, нині селище міського типу Ульяновської області, РФ — 24.12.1980, Харків, Україна) — фізик, академік АН УРСР (1967), заслужений діяч науки УРСР (1978).

## Життєпис

Меморіальна дошка у Харкові

Іванов у 1924—1929 рр. працював учнем слюсаря паровозного депо, а згодом машиністом доменного цеху Чусівського металургійного заводу на Уралі.
У 1929—1932 рр. був завідуючим відділу редакції газети «На смену» (м. Свердловськ, нині Єкатеринбург, РФ), у 1933—1937 рр. — редактором газети «ТезеИоя» (м. Байрам-Алі, нині Туркменістан), у 1937—1939 рр. — заступником головного редактора газети «Туркменская искра» (Ашхабад).
У 1942 р. закінчив фізико-математичний факультет Ашхабадського педагогічного інституту, у 1945 р. — Одеський гідрометеорологічний інститут.
З 1947 р. працював у Харківському фізико-технічному інституті. З 1949 р. очолював лабораторію, а з 1957 р. — відділ вакуумної металургії. З 1959 р. був заступником директора інститута, у 1965—1980 рр. — директором ХФТІ.
З 1961 р. — доктор фізико-математичних наук, З 1947 р. викладав на фізико-математичному факультеті Харківського державного університету (за сумісництвом). З 1962 р. — професор. Брав участь в організації фізико-технічного факультету на базі створеного на фізматі університету в 1948 р. ядерного відділення. Після створення у 1962 р. цього факультету заснував та до 1970 р. був завідуючим кафедрою матеріалів реакторобудування. За активної участі Іванова у 1969 р. в селищі П'ятихатки неподалік від нового майданчика ХФТІ були побудовані новий корпус фізико-технічного факультету, студентський гуртожиток та їдальня.
Член-кореспондент АН СРСР з 1964 р, академік АН УРСР з 1967 р. Лауреат Державної премії СРСР (1972), заслужений діяч науки УРСР (1978), лауреат премії Ради міністрів СРСР (1981, посмертно).
Нагороджений двома орденами Леніна, двома орденами Трудового Червоного Прапора, медалями.

## Науковий доробок
Іванов спільно з К. Д. Синельниковим створив новий напрямок — вакуумну металургію.
Провадив наукові дослідження в галузі вакуумної металофізики і вакуумної металургії. Спільно із Синельниковим розвинув вакуумну обробку металів і сплавів, зокрема створив вакуумні проектні стани. Розробив методи одержання реакторного берилію та ядерного палива на основі металічного урану (із В.Зеленським).
Іванову належить видатна роль у створенні таких напрямків сучасної технології, як вакуумна прокатка і пресування, рафінування, плавка і лиття в високому вакуумі. З його участю отримано низку складних композиційних матеріалів з підвищеними механічними і особливими фізичними властивостями, розроблені жаростійкі покриття на температуру до 2800 °С та комбіновані вакуум-плазмові методи їх нанесення.
З ім'ям Іванова пов'язано створення першого в світі реактора-перетворювача «Ромашка», атомної електростанції з важководним реактором (АЕС Л-1 у Чехословаччині), установки для вакуумної дистиляції металів.
Був членом Металургійного товариства Франції. Комісія з атомної енергії і Металургійне товариство Франції нагородили Іванова Золотою медаллю імені Шарля Еймлера (1976) за видатні роботи в області вакуумної металургії.
Іванов був засновником наукової школи з фізичного матеріалознавства і технології нових матеріалів.